# Флоровський Антоній Васильович
Антоній Васильович Флоровський (1 грудня 1884, Єлизаветград, Російська імперія — 27 березня 1968, Прага)  — історик, славіст.

## Життєпис
Народився 1 грудня 1884 року у Єлисаветграді (нині — Кропивницький, Україна) у родині протоієрея. Батько Антонія навчався в Новгороді в духовному училищі, згодом в семінарії, а потім в Московській духовній академії, по закінченню якої був направлений до Одеси вчителювати у духовне училище. У 1894 році родина Флоровських переїхала до Одеси, де батько у 1905 році став настоятелем Кафедрального Собору. У 1894–1903 роках навчався у 4-й класичній гімназії. Після закінчення гімназії вступив до ІНУ на історико-філологічний факультет на відділення історичних наук, слов'яно-російську групу. Студентська праця «Селянське питання в законодавчій комісії 1767 р.», яку він виконав під керівництвом І. Линниченка, здобула золоту медаль в 1907. Закінчив у 1908 ІНУ з дипломом 1-го ступеню і його залишили при ІНУ для підготовки до професорського звання по кафедрі російської історії. З жовтня 1911 року, після складання магістерських іспитів, почав читати лекції на посаді приват-доцента.
У лютому 1916 року здобув ступінь магістра російської історії після захисту в Московському університеті дисертації «Склад законодавчої комісії 1767–1774 рр.». Дисертація була визнана Уваровською премією Санкт-Петербурзької АН. З 1907 року викладав в середніх навчальних закладах, читав курси з давньої російської історії на ОВЖК (з 1915), курс економічної історії Росії на економічному факультеті Одеського політехнічного інституту (1917–1918). Після реорганізації вищої освіти, яка почалась в 1920 році, читав лекції в Одеському інституті народної освіти, Інституті зовнішньої торгівлі, Археологічному інституті. Після захоплення влади більшовиками у науковця починаються проблеми, тому, що він займався, крім іншого, й історією царського Дому Романових. Намагаючись пристосуватись, розпочав розробляти соціально-економічну проблематику. Але у вересні 1922 року був виключений зі складу викладачів Вищої школи Одеси.
Вченого змусили виїхати за кордон. Деякий час мешкав в Стамбулі, потім в Софії, Белграді, Празі. Опинившись в еміграції історик не залишив наукової діяльності. З 1923 року увійшов до складу Російської навчальної колегії і очолив її історико-філологічне відділення (по 1930), працював на Російському юридичному ф-ті (з 1923). 1933 року запрошений до Карлова університету для викладання лекцій з російської історії, після його закриття в 1939 був переведений до Слов'янського ін-ту. У 1936 році на засіданні Російської академічної групи захистив дисертацію «Чехи і східні слав'яни. Нариси з історії чесько-руських взаємин (Х — XVIII ст.)», після чого був затверджений у ступені доктора історичних наук. Восени 1948 року затверджений ординарним професором університету по кафедрі російської історії. 1957 отримав ступінь доктора історичних наук згідно з новими правилами про вчені звання у Чехословаччині. 27 березня 1968 року помер в Празі.

## Наукова діяльність
Наукову діяльність можна умовно розподілити на два етапи: «одеський» (1910–1922) та «празький» (1923–1968). Спробу класифікувати доробок вченого зробили дві одеські дослідниці — З. Першина та Т. Попова. В науковій проблематиці історика в перший період можна виділити такі напрями: склад та діяльність законодавчої комісії 1767 р., селянське питання середини XVIII — середини ХІХ ст. та історія колонізації Новоросійського краю. По першому напрямку написано найбільшу кількість праць «одеського» періоду. Багато уваги, зокрема, приділено саме становищу козацького Війська Запорозького. По другому — лише чотири. Всі праці побудовані на архівному матеріалі, він довгий час працював в архівах Одеси, зокрема, в архіві колишнього управління Новоросійського і Бесарабського генерал-губернаторства (НБГГУ), Криму та С.-Петербургу. Працюючи в архіві НБГГУ знайшов не відомі широкому загалу документи з історії всього Південного краю Російської імперії і опублікував їх — «Собрание высочайших грамот и указов в архиве упраздненного Новороссийского и Бессарабского генерал-губернаторского управления».
Оселившись в Празі, науковець спочатку продовжував працю з історії Росії, видав декілька нових нарисів з історії комісії 1767 року, розширював свої наукові інтереси в області «початкової» російської історії, займався питаннями історіографії і історичної біографії. Але продовжувати наукові дослідження в цьому напрямі в Празі не було можливості, бо була відсутньою джерельна база, не було навіть виданих джерел, вже не кажучи про архівні матеріали. Саме тому він перейшов до вивчення іншої проблематики — історії чесько-східнослов'янських зв'язків, починаючи з давньої історії і до ХІХ ст. Він був одним з перших в розробці цих питань. В цьому спрямуванні вийшла ціла низка робот, що були перекладені різними мовами, зокрема українською, чеською і англійською. Серед них: «Очерк русско-чешских отношений» (1930), «Несколько фактов из истории русско-чешских отношений в ХІХ в.» (1931), «Чехи и восточные славяне. Очерки по истории чешско-русских отношений (Х-XVIII в.)» (1935–1947), «Чехи и восточные славяне в Х-XVIII вв.» (1947), «Русско-австрийские отношения в эпоху Петра Великого» (1955), «Чешские струи в истории русского литературного развития в Х-XVIII вв.» (1958), «Чешско-русские торговые отношения в Х-ХІІ вв.» (1962), «Російсько-австрійські відносини на початку XVIII ст.» (1965), «Из материалов по истории России Петра І в чешских архивах» (1969). Розглянув багато питань, які стосувалися вказаних відносин починаючи з доби Київської Русі і закінчуючи подіями XVIII ст. Зокрема, були розглянуті проблеми першої чеської Біблії, вказано основні запозичення і схожості з руською Біблією. Також в «празький» період життя і творчості історика цікавила тематика Угорської Русі. До кінця свого життя історик займався викладацькою, науковою й видавничою діяльністю. Його перу належать понад 50 праць. Згідно з заповітом листування науковця і рукопис останньої праці «Росія й Австрія за Петра Великого» були перевезені до СРСР і передані до архіву РАН.

## Наукові публікації
- «Воля панська та воля мужицька». Сторінки з аграрних розрухів в Новоросії 1861–1863 рр. — Одеса: Держвидав, 1922;
- Флоровский В. В. Состав законодательной комиссии: 1767 – 1774 гг. Одесса, 1915.
- Два произведения императрицы Екатерины ІІ для Законодательной комиссии 1767 г. — Одесса, 1916;
- Депутаты Войска Запорожского в Законодательной комиссии 1767 г. — Одесса, б.г.;
- Крестьянская реформа и высшая администрация Новороссийского края. — Одесса, 1921;
- Несколько фактов из истории русской колонизации Новороссии в начале ХІХ в. // ЗООИД. — Т. ХХХІІІ. — Одесса, 1919.